# 호시미 리카
호시미 리카(일본어: 星美 りか, 1990년 9월 20일~)는 일본의 그라비아 아이돌, AV 여배우 출신 방송인, 가수이다.